# Mohammed Hassan Abdullahi
Mohammed Hassan Abdullahi né le 21 avril 1968 à Uke dans la Karu, dans l'État de Nasarawa, est un avocat et homme politique nigérian. Il est le ministre nigérian de l'environnement. Il a été procureur général et commissaire à la justice de l'État de Nasarawa et secrétaire du gouvernement de l'État (en) (SSG). Il est notaire et avocat à la cour suprême du Nigéria.

## Biographie et étude
Mohammed Hassan Abdullahi est né à Uke, dans l'actuelle zone du gouvernement local de Karu, dans l'État de Nasarawa. Il a fréquenté l'école primaire centrale d'Uke de 1973 à 1979 où il a obtenu son premier certificat de fin d'études. Entre 1979 et 1984, il a étudié à l'école secondaire gouvernementale d'Uke, où il a obtenu son certificat scolaire ouest-africain et son certificat général d'éducation. En 1990, il a obtenu un baccalauréat spécialisé combiné en droit commun/charia de l'Université Usmanu Danfodiyo, Sokoto, et a été admis au barreau nigérian en 1991 après avoir obtenu son diplôme de la faculté de droit nigériane, Lagos. Il a servi dans le National Youth Service Corps (NYSC) obligatoire dans l'État d'Enugu, sous la direction de Mmes Ukpabi, Ukpabi & Co. (praticiens du droit).

## Carrière
En 1993, Mohammed Hassan Abdullahi a commencé sa carrière d'avocat auprès de Messieurs Ola Olanipekun & Co. (Prime Chambers), en tant qu'avocat associé. Il est associé fondateur Tafida Chambers (MM. Hammart & CO. avocats/avocats), Abuja. Entre 2006 et 2011, il a été vice-président, administratif et réglementaire, Intercell Tech. Limité; et secrétaire général/conseiller juridique de Transnational Corporation of Nigeria, Lagos. Entre 2000 et 2002, il a été directeur général adjoint/secrétaire de la société, Nasarawa Investment & Property Development Company, après avoir été président du gouvernement local de Karu en 1996,.
Il a été nommé au Conseil exécutif de l'État de Nasarawa par le gouverneur Abdullahi Adamu et a été procureur général et commissaire à la justice et conseiller spécial de 2003 à 2005. Il est décrit comme un socle de principes et une boussole morale,.
Il a été nommé secrétaire du gouvernement de l'État de Nasarawa par le gouverneur Umaru Tanko Al-Makura et a servi de 2017 à 2019 avant sa nomination au conseil exécutif fédéral par le président Muhammadu Buhari,.
Lors de sa présélection ministérielle au Sénat, certains sénateurs ont lancé des appels pour qu'il jouisse du privilège réservé aux anciens législateurs de «s'incliner»; avec peu ou pas de contrôle. Leurs appels étaient basés sur ses exploits antérieurs dans la gouvernance de l'État. Il a cependant répondu à quelques questions sur l'autonomisation et la sécurité des femmes.
Après sa sélection réussie, il a été nommé par le président Muhammadu Buhari pour servir dans son cabinet en tant que ministre de l'État, de la Science et de la Technologie. En avril 2022, il a été nommé par le président au poste de ministre de l'Environnement.

## Adhésion
- Nigerian Bar Association (en)
- Association internationale du barreau